# Wacław Brzozowski (wojskowy)

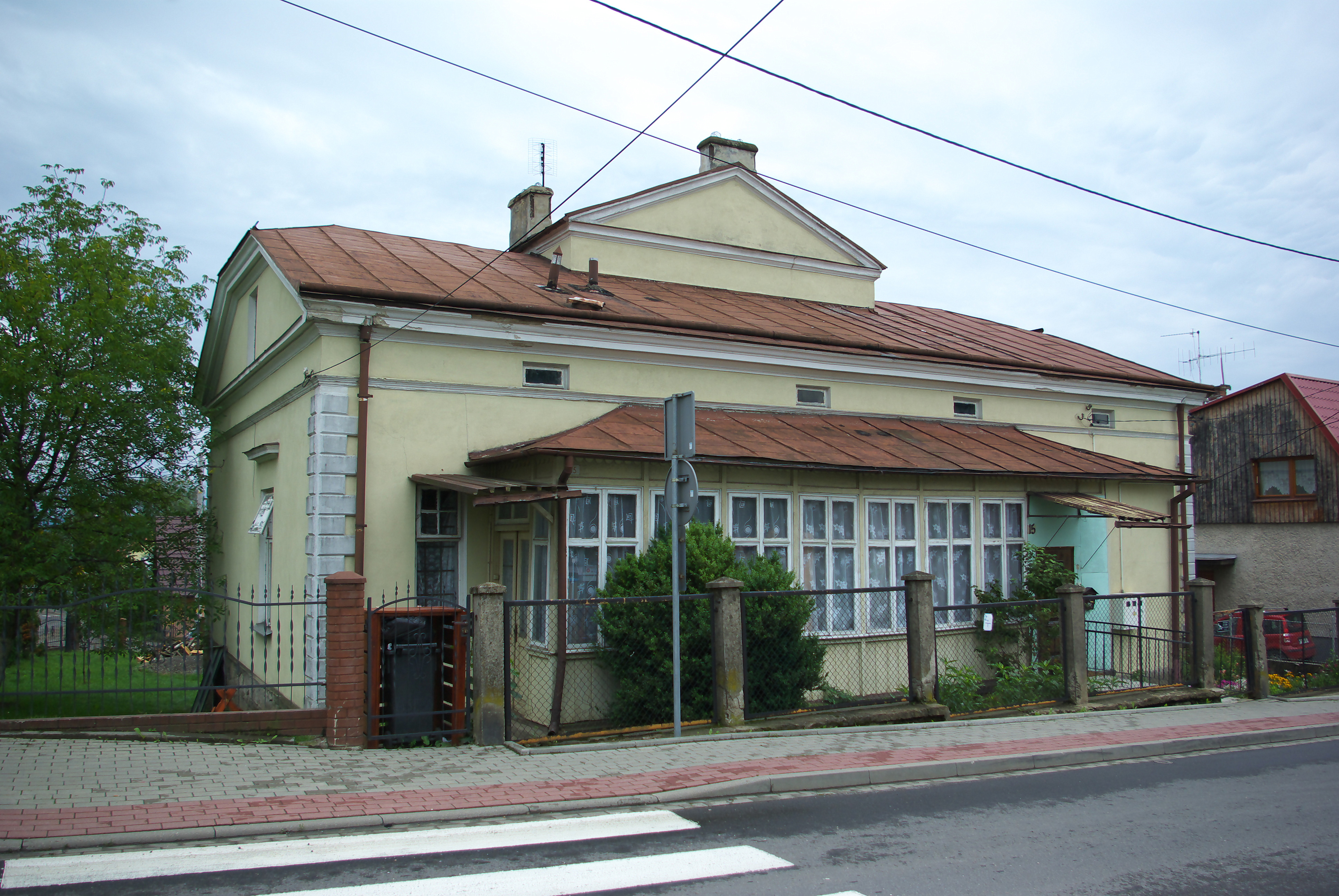
Rodzinny dom Brzozowskich w Sanoku

Wacław Kazimierz Brzozowski, także Wacław Brzozowski-Korab h. Korab (ur. 3 lutego 1892 w Jaśle, zm. 23 stycznia 1970 w Krakowie) – major artylerii Wojska Polskiego.

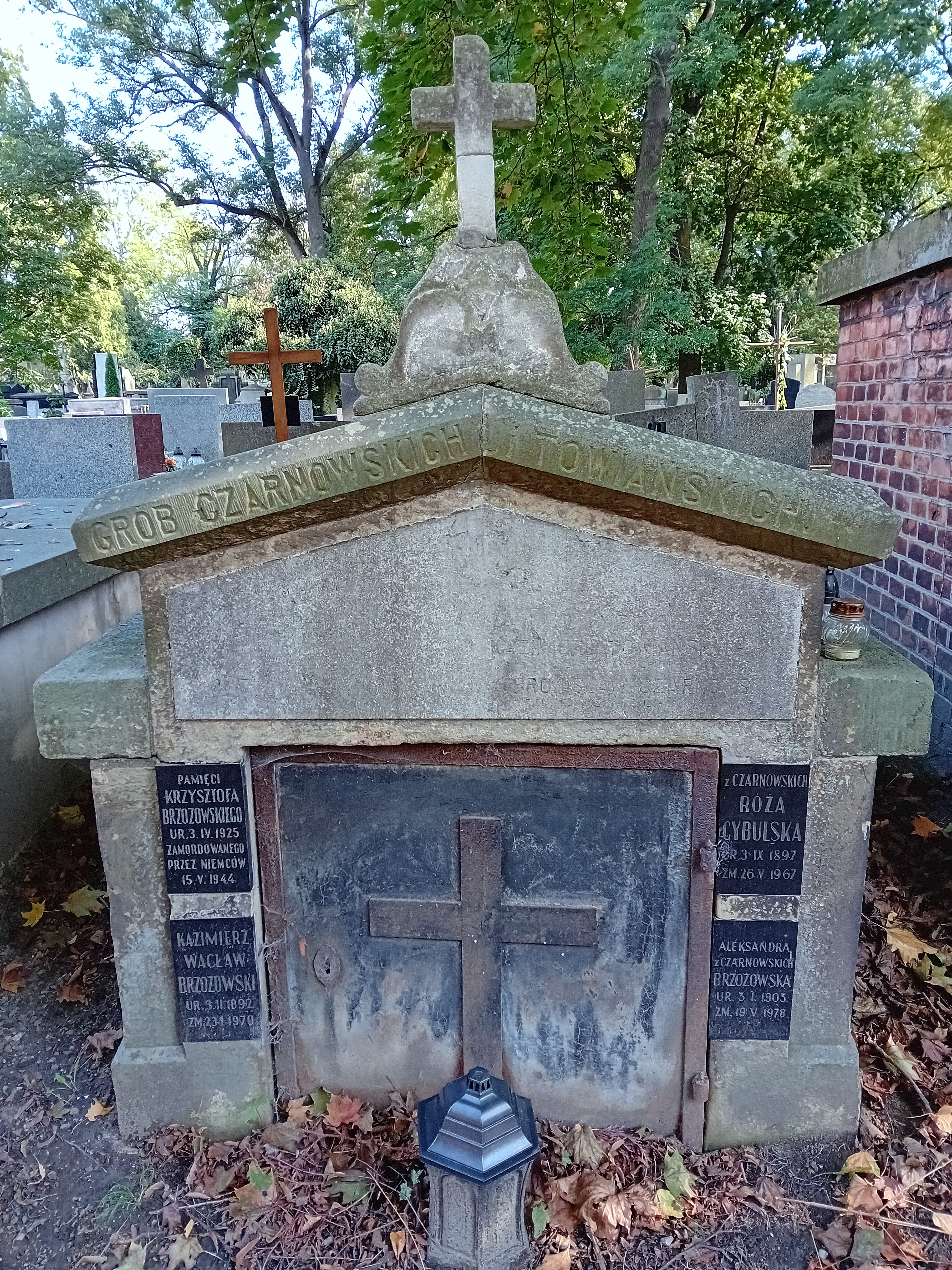
Grobowiec Wacława Brzozowskiego

## Życiorys
Urodził się 3 lutego 1892 w Jaśle, w rodzinie Franciszka Ksawerego (1856–1931) i Heleny z Kłobukowskich (1871–1954). Rodzeństwem Wacława byli: Maria (1893–1975, żona Jerzego Adamskiego, brata Tadeusza – obaj legioniści), Władysław (ur. 1895, także oficer artylerii Wojska Polskiego), Witold (ur. 1899, podchorąży artylerii Legionów Polskich, zginął podczas I wojny światowej), Helena (1903–1938, od 1925 zamężna z właścicielem dóbr, Konstantym Romerem). Rodzinny dom Korab-Brzozowskich znajduje się pod obecnym adresem ulicy Henryka Sienkiewicza 15 (do 1939 pod numerem 9), położony pomiędzy ulicami Henryka Sienkiewicza, Juliusza Słowackiego i Grunwaldzką w Sanoku (w przeszłości była to ulica Bartosza Głowackiego). Później właścicielem dworku był Jerzy Adamski.
W 1910 Wacław zdał egzamin dojrzałości w C. K. Gimnazjum Męskim w Sanoku (w jego klasie byli m.in. Zdzisław Lewicki, Michał Pieszko).
W trakcie I wojny światowej bracia Wacław i Władysław Brzozowscy zostali zmobilizowani do cesarskiej i królewskiej armii i wysłani na front karpacki do walk z Rosją.
Po zakończeniu I wojny światowej i odzyskaniu przez Polskę niepodległości dekretem Wodza Naczelnego Józefa Piłsudskiego z 19 lutego 1919 jako były oficer armii austro-węgierskiej został przyjęty do Wojska Polskiego z zatwierdzeniem posiadanego stopnia porucznika ze starszeństwem z dniem 1 maja 1918 i rozkazem z tego samego dnia 19 lutego 1919 Szefa Sztabu Generalnego płk. Stanisława Hallera został przydzielony jako referent koni przy Dowództwie Powiatu w Lesku. Później został awansowany do stopnia kapitana artylerii ze starszeństwem z dniem 1 czerwca 1919. Od 1923 roku był przydzielony do 5 dywizjonu artylerii konnej w Krakowie. 14 stycznia 1926 roku został przeniesiony do 13 dywizjonu artylerii konnej we Lwowie na stanowisko pełniącego obowiązki kwatermistrza. Od 28 maja do 21 sierpnia 1926 pełnił obowiązki dowódcy dywizjonu, w zastępstwie majora Zdzisława Latawca, który przebywał w Toruniu na kursie dowódców dywizjonów. W 1928 był pełniącym obowiązki kwatermistrza 13 dywizjonu artylerii konnej. W grudniu 1929 został przeniesiony do 18 pułku artylerii lekkiej w Ostrowi Mazowieckiej. 2 grudnia 1930 został awansowany na majora ze starszeństwem z dniem 1 stycznia 1931 i 2. lokatą w korpusie oficerów artylerii. W marcu 1931 został wyznaczony na stanowisko dowódcy dywizjonu. W sierpniu 1935 został przeniesiony na stanowisko rejonowego inspektora koni w Toruniu. Na tym stanowisku pozostawał do 1939.
10 listopada 1928 został odznaczony Srebrnym Krzyżem Zasługi „w uznaniu zasług, położonych na polu pracy w poszczególnych działach wojskowości”.
Według stanu z 1931 Wacław i Władysław Brzozowscy figurowali jako właściciele domu przy ul. Emilii Plater w Sanoku.
Po wybuchu II wojny światowej 1939 i kampanii wrześniowej przebywał w niemieckim obozie jenieckim Oflag II C Woldenberg (wraz z nim brat Władysław). W obozie zajmował się Kołem Filatelistów w ramach Poczty Obozowej.
Po wojnie powrócił do Polski. Jako emerytowany major zamieszkiwał przy ulicy Szewskiej w Krakowie.
Zmarł 23 stycznia 1970 w Krakowie. Został pochowany w grobowcu Czarnowskich i Towiańskich na cmentarzu Rakowickim (kwatera CB-zach).
Był mężem Aleksandry z Czarnowskich herbu Łada (1903–1978), z którą miał syna Krzysztofa (1925–1944), zamordowanego przez Niemców.